# 金鹅街道
金鹅街道，原为金鹅镇，是中华人民共和国四川省内江市隆昌市下辖的一个乡镇级行政单位。2019年12月，撤销山川镇，将其所属行政区域划归金鹅街道管辖。

## 行政区划
金鹅街道下辖以下地区：
板栗湾社区、云峰路社区、昌达街社区、鹅江花园社区、大南街社区、桂花园社区、富顺街社区、光丰村、光荣村、光明村、光跃村、光复村、光灿村、光胜村、光辉村、光星村、光照村、永星村、五星村和星星村和山川社区、新民村、红光村、曙光村、和平村、光华村、蔡家村、东风村、三龙村和界牌村。